# Forza Motorsport 3
Forza Motorsport 3 é o terceiro jogo da série Forza publicado pela Xbox Game Studios e desenvolvido pela Turn 10 Studios, lançado em 23 de outubro de 2009 para o Xbox 360, trazendo melhorias nos gráficos e na física de danos dos veículos, com 100 pistas e mais de 500 veículos incluindo Sedans e SUVs com interiores minimamente detalhados.
O jogo vem em 2 DVDs, o primeiro contem o jogo base, e o segundo contem pistas e carros extras que totaliza 1,9 GB. Existe uma edição limitada com bônus foi oferecida, entres os ditos bônus estão 5 veículos com tunagens e pinturas especiais, um pendrive de 2GB.

## Características
- 50 fabricantes de veículos
- mais de 500 veículos
- 22 pistas que resultam em 100 opções[7]
- Drag Racing ( novidade )
- Drift ( novidade )

## Parceria com o Top gear
A Microsoft fez uma parceria com o programa Top Gear da BBC para a edição de colecionador de Forza Motorsport 3, a edição vem incluída com todas as DLC do jogo o que inclui os mais de 500 carros assim como as pistas, além de incluir acesso a vídeo do programa esta incluso também mais 3 carros, Mercedes-Benz SLS AMG, Lexus LFA, The Koenigsegg CCX.

## Marcas dos veículos disponíveis[8][9]
| - Acura - Alfa Romeo - Aston Martin - Audi - Bentley - BMW - Bugatti - Buick - Cadillac - Chevrolet - Chrysler - Citroën - Dodge - Ferrari - FIAT - Ford - Holden - Honda - Hyundai | - Infiniti - Jaguar Cars - Kia - Koenigsegg - Lamborghini - Lancia - Lexus - Lotus - Land Rover - Maserati - Mazda - McLaren - Mercedes-Benz - Mini - Mitsubishi - Nissan - Opel - Pagani Automobili | - Panoz - Peugeot - Pontiac - Porsche - Renault - Saab Automobile - Saleen - Saturn - Scion - SEAT - Shelby - Subaru - Toyota - TVR - Vauxhall - Volvo - Volkswagen - DeLorean |